# 劳伦斯·威瑟斯
劳伦斯·迦太基·威瑟斯，VC（英語：Lawrence Carthage Weathers，1890年5月14日—1918年9月29日）是生于新西兰的澳大利亚军人，曾因在第一次世界大战表现英勇获澳大利亚国防军最高荣誉维多利亚十字勋章。
威瑟斯的双亲是南澳大利亚州人士，一家在孩子七岁时返回故土。完成学业后，他在阿德莱德当礼仪师。1916年初，威瑟斯加入澳大利亚帝国第一国防军，成为第43步兵营二等兵，同年12月下旬随队赶赴法国和比利时的西方战线。虽然一度因病离队，但他很快返回，参加1917年6月的梅森战役并在战斗中负伤。转移到英国治疗后，他又在12月上旬归队。
1918年3月晋升准下士后，威瑟斯和第43营战友参与皇帝会战，于同年5月在毒气战中受伤，于6月回归。7月哈梅尔战役、8月亚眠战役和9月圣康坦山战役均有他的身影，并因在圣康坦山表现突出获部队推荐授予维多利亚十字勋章。威瑟斯晋升临时下士并参与圣康坦运河战役，于9月29日被弹片击中头部后伤重不治。12月下旬，他获得维多利亚十字勋章的消息刊宪。截至2007年，这枚勋章尚在私人收藏家手中。

## 早年经历
1890年5月14日，劳伦斯·迦太基·威瑟斯在新西兰北地大区达格维尔附近的蒂科普鲁（Te Kōpuru）出生，父母都来自南澳大利亚州阿德莱德，其中父亲约翰·约瑟夫·威瑟斯（John Joseph Weathers）是牧民，母亲叫埃伦·弗朗西斯·约翰娜·威瑟斯（Ellen Frances Johanna Weathers），娘家姓麦科马克（McCormack），两人共有八个孩子。劳伦斯七岁时跟随家人来到澳大利亚，在南澳大利亚州中北部农村定居并进入斯诺敦（Snowtown）公立学校求学。完成学业后，他与两兄弟於1909年远赴欧美，并在英格兰停留四个月。两年后，威瑟斯返回澳大利亚，在阿德莱德养过马，赶过车，后来成为礼仪师。1913年9月10日，他与来自安利（Unley）的安妮·伊丽莎白·“苔丝”·沃森（Annie Elizabeth "Tess" Watson）結婚，两人在亚塔拉（Yatala）和帕克赛德（Parkside）定居并有两个孩子。威瑟斯的哥哥托马斯（Thomas）入伍后随第九轻骑兵团参加第一次世界大战，在1915年的加里波利之战中伤重不治；他的弟弟约瑟夫（Joseph）也曾参军，但在部队出发前主动要求退伍获准。

## 第一次世界大战

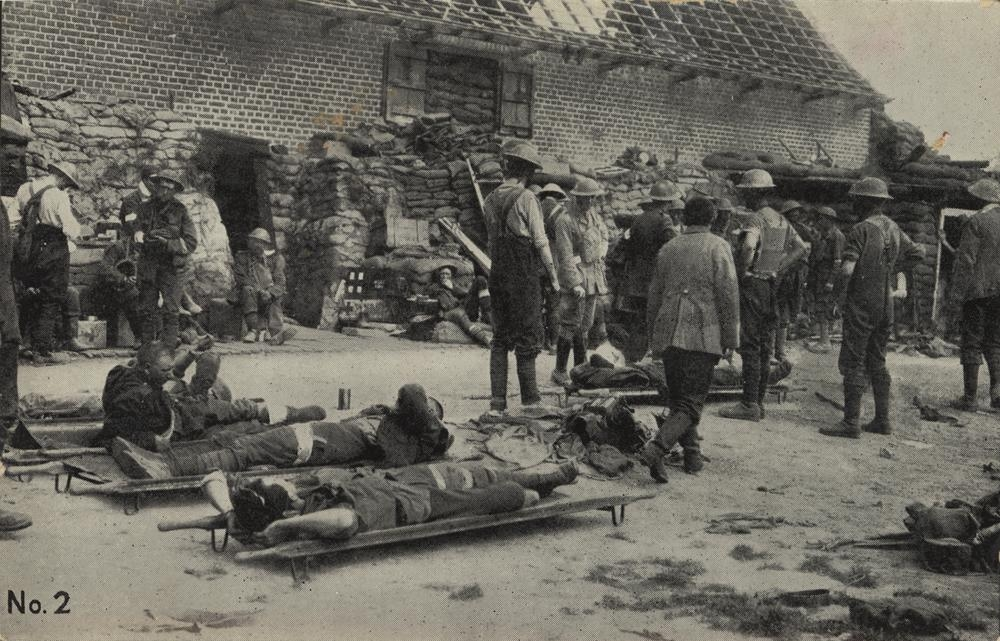
1917年6月梅森急救站的伤员

1916年2月8日，威瑟斯成为澳大利亚帝国第一国防军二等兵，属第十步兵营增援部队，然后在6月转入第三师11旅43营。第43营同月登上由輪船非洲号（SS Afric）改裝成的運兵船A19號出发，在中东短暂停靠后抵达法国，这年余下的几个月就在南英格兰索尔兹伯里平原（Salisbury Plain）拉克希尔（Larkhill）训练。11月，第三师奔赴西方战线，并在12月下旬首度参与实战。威瑟斯于1917年1月病倒，4月下旬归队并及时返回前线参与梅森战役（Battle of Messines）。第43营通过夜间行动达成战斗目标，拿下奥斯特韦恩防线（Oosttaverne Line），在此期间共有122人伤亡，威瑟斯便是伤员之一，他于6月10日腿部中弹后转移到英国医院治疗，直到12月上旬才返回部队。1917年冬，第三师在比利时佛兰德地区的梅森前线巡逻，他们还大幅修整战壕，为应对来年春季德方很可能发动的攻势做准备。
1918年3月21日，威瑟斯晋升准下士。一周后，第43营参与皇帝会战阻挡德军攻势，在莫朗库尔西面的昂克河（Ancre）与索姆河间设立防线。5月下旬，第43营在维莱布勒托讷附近的毒气战中伤亡230人，受伤的威瑟斯需要治疗，后于6月中旬归队。
第43营的下一次重大战役是7月4日的哈梅尔战役（Battle of Hamel），以协约国大胜告终。威瑟斯和战友负责扫荡勒阿梅勒，共有97人伤亡。为将德军赶回兴登堡防线，协约国通过8月8日打响的亚眠战役发动百日攻势，第43营是役主要负责支援，并且8月25至26日还在苏珊西面战斗。
9月2日，第43营在圣康坦山战役（Battle of Mont Saint-Quentin）中负责扫荡阿莱讷北面的战壕。部队首先不费一枪一弹就拿下阿莱讷对面的格拉茨（Graz）战壕，然后利用手榴弹向北面推进，顺利将约150名德军困住。战斗一度因德方火力凶猛陷入僵局，但威瑟斯和三名战友合作突破敌军阵线。他因此获部队推荐授予维多利亚十字勋章，这也是当时澳大利亚国防军将士的最高英勇荣誉。授奖致辞如下：
奖励1918年9月2日在佩罗讷以北表现出无与伦比的勇气和奉献精神的炸弹攻击队。我军攻势被防御牢固的战壕阻挡，威瑟斯下士冒着强大火力单枪匹马用炸弹攻敌，然后返回我方战线获取更多炸弹，再与三名戰友一起顶着猛烈炮火继续进攻。他不顾个人安危，衝進敌军阵地投放炸弹，最终在同戰友们的帮助下俘获180名战俘和三挺机枪。他的英勇和决心促使部队达成最终目标，救下无数战友的生命。

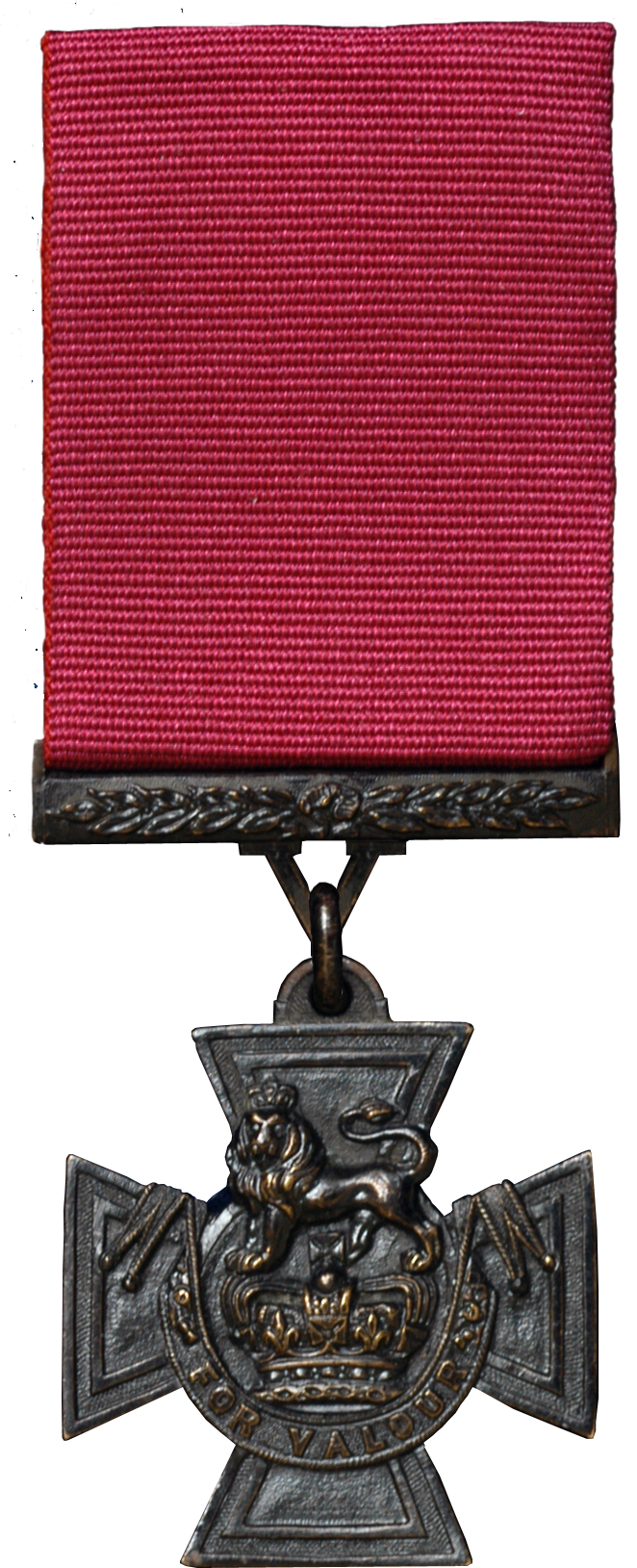
维多利亚十字勋章

返回战友身边时，威瑟斯的军服上满是泥泞，脸上流着血，下巴还有五天没刮的胡茬。俘获的德军望远镜和手枪堆在身边，令他看上去“就像圣诞树”。威瑟斯此时非常紧张和兴奋，喋喋不休地告诉战友他是怎么吓唬德国人的。第43营在此次战役中共有67人伤亡，第11旅接下来一周主要负责追击兴登堡防线的德军。9月10日，威瑟斯晋升临时下士。9月29日，第三师投入圣康坦运河战役（Battle of St Quentin Canal），这也是澳大利亚参与的最后一次地面战役，负责突破兴登堡防线的第三道防线。战斗期间，正与战友躲在战壕里的威瑟斯被爆炸的炮弹击中头部后伤重不治，終年僅28歲，死時完全不知道自己即将获得维多利亚十字勋章，授奖消息于同年12月24日刊宪。他的叔叔·威瑟斯（J. J. Weathers）准下士也被同一枚炮弹炸死。
劳伦斯·迦太基·威瑟斯的遗体長眠於英联邦国殇纪念坟场委员会在旺迪伊的独角兽公墓（Unicorn Cemetery）。截至2007年，他的维多利亚十字勋章尚在私人收藏家手中。

## 脚注
1. 1 2 3 4 5 6 7  Ritchie 1990.
2. ↑  Wigmore & Harding 1986，第127頁.
3. 1 2 3 4  Staunton 2005，第179頁.
4. ↑  The Southern Cross 14 February 1919，第16頁.
5. 1 2  Blanch & Pegram 2018，第291頁.
6. ↑  The Southern Cross 10 January 1919，第19頁.
7. ↑  National Archives 2017，第1–4頁.
8. 1 2  Australian War Memorial 2017.
9. 1 2  National Archives 2017，第23頁.
10. ↑  Bean 1941，第168頁.
11. ↑  Bean 1937a，第675, 682頁.
12. ↑  National Archives 2017，第23–24頁.
13. ↑  Bean 1937b，第34頁.
14. ↑  Bean 1937b，第212–235頁.
15. ↑  Bean 1942，第264頁.
16. ↑  National Archives 2017，第24頁.
17. ↑  Bean 1942，第280–296, 310頁.
18. ↑  Bean 1942，第294, 326頁.
19. ↑  Bean 1942，第538–543頁.
20. ↑  Bean 1942，第764–766頁.
21. ↑  Bean 1942，第861–862頁.
22. 1 2 3  Harper & Richardson 2007，第176–177頁.
23. ↑  Wigmore & Harding 1986，第9頁.
24. ↑  National Archives 2017，第37頁.
25. ↑  Bean 1942，第874頁.
26. ↑  Bean 1942，第879–883頁.
27. ↑  National Archives 2017，第30頁.
28. ↑  Bean 1942，第958–959頁.
29. ↑  Wigmore & Harding 1986，第128頁.